# نانائو، ایشیکاوا
نانائو در استان ایشیکاوا در کشور ژاپن واقع شده‌است که دارای جمعیت ۶۰٬۱۴۰ نفر و مساحت ۳۱۷٫۹۶ کیلومتر مربع با تراکم جمعیت ۱۸۹ نفر در کیلومترمربع است و در تاریخ ۲۰ ژوئیه ۱۹۳۹ به عنوان شهر شناخته شد.